# Veppex
VEPPEX (acrónimo de Venezolanos Perseguidos Políticos en el Exilio), es una organización fundada el 8 de agosto de 2008 por el teniente venezolano José Antonio Colina, poco después de salir de prisión. Es una institución sin fines de lucro que busca dar a conocer a la situación existente de los exiliados políticos en Venezuela. Además de acoger, asistir, y orientar a los venezolanos, que huyendo de Venezuela, por diferentes motivos y que buscan un nuevo comienzo. Desde el 2014 ha encabezado denuncias en distintos organismos internacionales y en la petición al congreso de los Estados Unidos para la aplicación de sanciones a funcionarios Venezolanos que han violado derechos humanos o se han beneficiado con dinero ilícito mediante corrupción en Venezuela.
Periodistas, militares, extrabajadores petroleros, profesionales diversos y sus respectivas familias viven el exilio en diversas condiciones. El número de venezolanos fuera de Venezuela aumenta constantemente y es por esto que Veppex, toma la iniciativa para fomentar la información en todo el mundo sobre los sucesos que ocurren en Venezuela, además de las personas que son exiliadas por distintas circunstancias, Venezuela históricamente ha acogido a personas de diversos países que alguna vez sufrieron calamidades tales como guerra, exilio, desastres naturales.
Diversos actores políticos venezolanos denominados "exiliados" a pesar de no pertenecer a esta organización, mantienen un estrecho acercamiento con esta, como lo son la periodista Patricia Poleo, el presidente de la ONG Unión Venezolana en Perú Oscar Pérez Torrez y el dirigente opositor Antonio Ledezma.

## Fundación
La Organización de Venezolanos Perseguidos Políticos en el Exilio (Veppex) fue creada el 8 de agosto del año 2008, con la intención de tener una plataforma que pudiese ayudar a los venezolanos que llegaran a los Estados Unidos producto de la persecución política y buscaran protección y ayuda bajo la figura del asilo. Esta iniciativa surgió en virtud de la necesidad existente y vivida por su fundador José Antonio Colina Pulido, exmilitar venezolano, quien estuvo dos años y cuatro meses detenido por el Servicio de Inmigración mientras peleaba su caso de asilo en la Corte esto luego de huir de Venezuela al ser acusado de atentados cometidos en el año 2003. Con posterior a ello recibió ayuda de un amigo cercano Henry Clement, exmilitar venezolano y actual vicepresidente de la organización y Patricia Andrade, ciudadana venezolana americana, quien ahora lidera una organización de derechos humanos en defensa de los presos políticos en Venezuela. Pasado un tiempo, Colina y Clement fundaron Veppex

## Historia
El 13 de abril de 2010, Veppex logró que ese día fuese decretado "Día del exilio venezolano" por la alcaldía del Doral, que es una ciudad en Miami donde se han asentado la mayoría de los venezolanos que han venido a los Estados Unidos, hasta el extremo de que se la ha llegado a llamar  Doralzuela. Igualmente se logró que se decretara el día 13 de abril del año 2011, como Día del Exiliado Venezolano por la Alcaldía de Miami, la más antigua del Estado de la Florida.
El 7 de julio de 2010 lograron recibir un reconocimiento del Congreso de los Estados Unidos donde se deja constancia de que existe un numeroso grupo de venezolanos que han llegado a los Estados Unidos como resultado de la persecución política vivida en su país. Ejecutaron el Proyecto Plaza Bolívar del Doral, colocando una estatua de Simón Bolívar en las inmediaciones del restaurante El Arepazo, que es el punto de concentración y reunión de los venezolanos en Miami.
Realizaron la primera asamblea de exiliados Venezolanos en Miami el 12 de noviembre para analizar la visita de los precandidatos de la oposición a Miami y establecer el calendario de asambleas y reuniones para la elaboración y discusión del proyecto de país propuesto por el exilio venezolano. En el 2012 lograron la expulsión de la cónsul de Venezuela en Miami Livia Acosta por realizar labores de espionaje en contra del exilio venezolano y de los Estados Unidos. Tras la protesta de 2014 lograron, conjuntamente con la diáspora venezolana en USA y el apoyo de los congresistas cubanoamericanos del Sur de la Florida, que se sancionara a funcionarios venezolanos por violación de los derechos humanos.
En 2015 el grupo Venezolanos Perseguidos Políticos en el Exilio (Veppex) de Miami pidió al secretario general de la Organización de Estados Americanos José Miguel Insulza que sancionara a Roy Chaderton, entonces embajador ante la organización, por una polémica declaración hecha durante una entrevista en el programa Zurda Konducta de la emisora estatal Venezolana de Televisión, destacando en un comunicado que la descripción hecha por el embajador era una «comparación que incita a la violencia». la declaración de Chaderton fue:

«Los francotiradores apuntan a la cabeza, pero llega un momento en que una cabeza escuálida no se diferencia de una cabeza chavista, salvo en el contenido. El sonido que produce una cabeza escuálida es mucho menor, es como un chasquido, porque la bóveda craneana es hueca y pasa rápido. Pero eso se sabe después de que pasa el proyectil.«.»
Roy Chaderton, entrevista en Zurda Konducta

Chaderton se disculpó de su comentario diciendo que sus declaraciones fueron sacadas de contexto, y que lo que buscaban era advertir que ante una «invasión de Estados Unidos» no habría distinción entre chavistas y opositores. El 23 de agosto de 2017 siete magistrados del tribunal llegaron a Washington D. C. para reunirse con altos funcionarios de Estados Unidos, incluyendo al vicepresidente Mike Pence, y la Organización de Venezolanos Perseguidos Políticos en el Exilio en Miami, solicitando un «alivio migratorio» para los venezolanos que huyen de su país por razones políticas. El 24 de agosto, el secretario general de la OEA Luis Almagro sostuvo una reunión con magistrados en Washington D. C., y el 25 de agosto de 2017 el expresidente colombiano Andrés Pastrana se reunió con los magistrados que se encontraban en Colombia para hablar de la situación de Venezuela.
A finales de febrero de 2018 el sacerdote venezolano José Palmar, quien pasó de ser un espectador a convertirse en uno de los más férreos críticos del chavismo, fue recluido en un centro de inmigración en Texas tras huir de Venezuela a México primero y a Estados Unidos después. Activistas venezolanos dijeron en Miami que no tenían detalles sobre las razones por las que Palmar fue arrestado por las autoridades de inmigración, pero expresaron preocupación sobre el tema. Colina presidente de Veppex declaró:

«Nos preocupa que la rigidez del proceso migratorio está llevando a personas que tienen causa políticas reconocidas [...] porque son públicas, notorias y comunicacionales— a pasar por un proceso de detención en cárceles de inmigración [...] nos alarma que se esté tratando de esta manera a perseguidos políticos del régimen de Nicolás Maduro, y que se están viendo forzados a pasar por esta situación tan difícil y traumática.»

La detención de Palmar se sumó a la del exalcalde Delson Guarate, quien se encontraba detenido en el Broward Transitional Center. Después de un tiempo ambos fueron liberados.

## Objetivos
Cuando Veppex es fundada sus principales objetivos fueron:
1. Agrupar a los venezolanos que se encuentran en el extranjero con la finalidad de sumar esfuerzos en el diseño de estrategias que permitan aportar soluciones y canales de acción para la ayuda en el rescate de la libertad y la democracia en Venezuela.
2. Estructurar una plataforma lo suficientemente sólida que permita la ayuda directa de todos aquellos venezolanos que actualmente emigran hacia el sur de la Florida en búsqueda de salvaguardar sus vidas y sus derechos más fundamentales.
3. Servir de elemento multiplicadores para hacer conocer al detalle y denunciar ante organismos internacionales y medios de comunicación los atropellos y todas aquellas acciones que atentan contra la estabilidad democrática en Venezuela.

Conforme la situación en Venezuela iba cambiando, para el 2017 y 2018 Veppex emprende una nueva iniciativa cuyo objetivo era el de perseguir y denunciar a los llamados Boliburgueses que arribaran a los Estados Unidos.

## Membresía
En la actualidad Veppex cuenta con más de 1000 miembros en los Estados Unidos y direcciones en España, Perú, Costa Rica Canadá, México, Colombia, Ecuador y Brasil con un aproximado de 15000 seguidores fuera de las fronteras de los Estados Unidos.

### Directiva
La junta directiva Veppex se divide por países, cada uno con un director que lo dirige. Los actuales directores y directoras son:
- José Antonio Colina - Presidente de Veppex y responsable de la Junta Patriótica en el Exterior.
- Henry Clement - Vicepresidente de Veppex.
- Yarina Reyes - Directora de Veppex - Canadá.
- Marisela Herrera - Directora de Veppex - Colombia.
- Nixon Moreno - Director de Veppex - Panamá.
- Gabriel Araujo - Director de Veppex - Costa Rica.
- Abdel Naime - Director de Veppex - México.
- Mario Rocco - Director de Veppex - España.
- Yonis Quijada - Representante de Veppex en Brasil.
- Petrick González - Representante de Veppex en Ecuador.

### Condecoraciones entregadas
- Veppex creó en el año 2010  la Orden del Exilio Venezolano Rómulo Betancourt, para reconocer a aquellas personas no venezolanas  que han brindado apoyo a los desterrados.[18] Esta orden ha sido entregada a:

1. La congresista estadounidense Ileana Ros-Lehtinen en el 2010.
2. El alcalde de la ciudad del Doral Juan Carlos Bermúdez en el 2010.
3. El alcalde de la ciudad de Miami Tomás Pedro Regalado en el 2011.
4. El congresista estadounidense Mario Diaz-Balart en el 2012.
5. El embajador de Panamá ante la OEA Guillermo Cochez en 2012.
6. El Secretario General de la OEA Luis Almagro en 2017.
7. El Senador estadounidense Bill Nelson en 2018.
8. El Congresista estadounidense Lincoln Díaz-Balart en 2025 (Post-mortem).

En el año 2024 La Organización Veppex creo la Orden del Exilio Venezolano Teniente Ronald Ojeda en honor al oficial asesinado en Chile por orddenes de la tirania de Nicolás Maduro y esta condecoracion seria para reconocer  a los venezolanos que desde el exilio han mantenido su lucha por la libertad y la democracia de Venezuela. Esta orden ha sido entregada a:
1. Abogado experto en Justicia Penal Internacional William Cardenas (2024).
2. Activista político Pedro Mena (2025). Post-mortem.
3. Activista de Ayuda Humanitaria Gloria Mora (2025).
4. Activista de Derechos Humanos Helen Villalonga (2025)

### Afiliaciones
Las organizaciones de venezolanos que forman parte de la coalición de aliados con Veppex son Venezuela Awarenness Foundation, cuya presidenta es Patricia Andrade y es una organización de Derechos Humanos llamada "Venezuelan Independant Citizen", la cual tiene como presidentes a Ernesto Ackerman, siendo esta una organización de ciudadanos americanos, además del club de Venezolanos Demócratas, cuyo presidente es Carlos Pereira.

### Foros
Veppex en alianza con el Instituto de la Memoria Histórica Cubana, el Miami Dade College y Instituto de Ciencias Políticas de las Américas han realizado tres foros:
- Foro sobre la situación de Cuba y Venezuela en el año 2010.[21]
- Conferencia de la Tricontinental al Alba.[22]
- Los medios de comunicación en los países del Alba.[23]

Se ha planteado que a medio plazo se sigan desarrollando foros informativos y educativos en conformidad con las instituciones hermanas además de continuar realizando más asambleas de exiliados para la elaboración y enriquecimiento de la discusión de la propuesta proyecto país del Exilio Venezolano, además de preparar planes para el regreso a Venezuela una vez que se instaure la democracia para participar en la reconstrucción del país.